# Calypogeia contracta
Calypogeia contracta là một loài rêu trong họ Calypogeiaceae. Loài này được Inoue mô tả khoa học đầu tiên năm 1975.